# 姊妹的方程式
《姊妹的方程式》是日本漫畫家野々原ちき以四格漫畫形式創作的日本漫畫作品，於2003年5月號至2007年12月號間在芳文社的漫畫雜誌月刊《Manga Time Kirara》上連載。單行本全4卷。

## 作品簡介
描寫雙親死亡後，四姊妹在破舊平房一篇對抗貧窮一邊生活的搞笑漫畫。作品中常有因為父母而過著辛苦生活的描寫，但這種生活卻襯托出了四姊妹的樂觀性格。勤儉的四女千薪和浪費的三個姊姊們也形成明顯對比。
四姊妹的家族構成，與長女為小說家、次女運動萬能、三女步調獨特、四女非常有原則這點是受到的影響，可以說是把個作品往萌系方面特化的結果。

## 登場人物

### 萬田家四姊妹
萬田一美
萬田家長女，就讀高中二年級。特徵為直順長髮，是個性冷酷的美人。喜歡獵奇犯罪與恐怖要素，因為嗜好而擔任專業的獵奇恐怖小說家。支撐萬田家大部分的收入，不過小說似乎賣的不好。書包裡有輸血血袋與菜刀（小說用資料）。
在家的私生活時都面無表情，但在學校等地方則會露出笑容，而且說話會變得十分溫柔，很會照場合不同改變自己。但也有藏不住自己獨特一面的時候，認為對自己不重要的事不會去記。
萬田十子
萬田家次女，和一美就讀同一間學校的高中一年級。特徵是亂翹的短髮。喜歡運動的運動狂熱份子，常購買各種運動器材與蛋白質等健康用品。靠著鍛鍊得到了遠超過女高中生等級的身體能力，能夠空手打島雄，學校的玻璃光摸一下就會能裂開，還能夠用手指折彎硬幣。外表男性化，加上個性的緣故，十分受到女學生歡迎。害怕恐怖的故事和東西，不過意外的能和喜歡獵起的姐姐相處良好。
一半因為趣味一半因為家計而在來來軒打工，支撐萬田家的收入。時薪800元，雖然遲到或是頂嘴會被扣錢，但還是開心的工作。
萬田百江
萬田家三女，就讀中學二年級。特徵是用有點翹的長髮綁起來而成的馬尾。喜歡Yaoi的宅女，在語尾會加上、等裝可愛語尾。會購買收集卡與同人誌等物品，常被興趣相反的十子與喜歡節儉的千薪責罵。常常會多話，失言時會被十子打，不過基本上都相處得很好。
與十子相反，很喜歡恐怖故事，會為了從千薪那邊聽來的謠言而到學校搜索，好奇心旺盛。料理令人絕望的差，但因為角色扮演的興趣，裁縫技術為四姊妹第一。
萬田千薪
萬田四女，和百江就讀同中學的一年級。特徵為短髮。四姊妹當中最有原則的節儉加，因為要計算收支，總是為了浪費的姐姐們造成的赤字感到苦惱。原本不得不做的節儉變成她的興趣，會理所當然的河邊釣魚，把料理課的餅乾拿來配飯，外食時會企圖將食物包回來，對節儉的執念令人動容。喜歡吃布丁，牽扯到布丁時會變一個人。
小時候被狗攻擊過後討厭狗，不過還能接近吉娃娃等小型犬。破壞性音癡，在學藝會合唱發表時，因為沒出現被害者而感到鬆了一口氣。

### 其他人物
來來軒小開
就讀中學三年級，千薪與百江就讀學校的學長與風紀委員。是不像父親的美少年，總是面帶微笑，但只要一說話就是對別人的無情批評，常常會扣十子的薪水，個性有如惡魔一般。
喜歡十子，卻因為個性原因而沒在本人面前表現出來，總是在看不到的地方臉紅。
來來軒店長
和兒子不同，外表十分凶惡，但實際上非常溫柔，連蟲都不敢殺，撿到錢包會交給警察，還擔任別人的連帶保證人，人非常好。知道兒子喜歡十子，常面帶微笑的看著沒辦法坦率的兒子。
一之瀨和弘
一美的同學。喜歡一美，但一美對他完全沒有印象。登場初期以為十子是一美的弟弟，知道她是妹妹後，卻還是用弟弟稱呼她，為人相當獨特，又很容易會錯意。容易喜歡上別人，曾在看到暫時留長髮的十子後臉紅。
來來軒常客，就算受到來來軒小開的惡毒批評卻還是經常出現。在賞花季時曾在炒麵攤打工。
四方老師
千薪的級任老師，擔任數學老師。因為千薪看到數字就會想到家計，而會在出作業時幫數字換成漢字或者羅馬數字。因為帶著眼鏡又個性溫和，常成為百江的妄想對象。
喜歡甜食，私底像有點胖，本人有點在意。常把收到的糖果等送給千薪，是萬田家重要的營養來源。

## 出版書籍
| 冊數 | 芳文社         | 芳文社             |
| 冊數 | 發售日期       | ISBN               |
| ---- | -------------- | ------------------ |
| 1    | 2004年7月27日  | ISBN 4-8322-7514-3 |
| 2    | 2005年7月27日  | ISBN 4-8322-7542-9 |
| 3    | 2006年12月12日 | ISBN 4-8322-7601-8 |
| 4    | 2008年1月28日  | ISBN 4-8322-7676-X |

## 外部連結
- 作者網誌（页面存档备份，存于） （書籍、連載情報等）（日語）